# 최종의견
최종의견은 SBS 보도본부가 제작하는 팟캐스트 SBS 골라듣는 뉴스룸의 여러 프로그램 중 하나다.
정연석 변호사, 김선욱 변호사, 김선재 아나운서, 김혜민 기자가 고정으로 출연하며, 매주 금요일 0시(한국기준)에 업로드된다.
팟빵, 네이버 오디오클립, 애플 팟캐스트, SBS 뉴스 홈페이지, 고릴라팟 등에서 들을 수 있다.
2019년도부터는 유튜브 영상으로도 시청할 수 있다.